# Jean Jadot (piłkarz)
Jean Jadot (ur. 2 kwietnia 1928 w Liège – zm. 14 listopada 2007 tamże) – belgijski piłkarz grający na pozycji ofensywnego pomocnika. Był reprezentantem Belgii.

## Kariera klubowa
Swoją karierę piłkarską Jadot rozpoczął w klubie RRC Vottem, w którym grał w latach 1946-1948 w trzeciej lidze belgijskiej. W 1948 roku przeszedł do pierwszoligowego Standardu Liège i grał w nim do końca sezonu 1959/1960 rozgrywając w nim 206 ligowych meczów i strzelając 69 goli. Wraz ze Standardem wywalczył tytuł mistrza Belgii w sezonie 1957/1958 oraz zdobył Puchar Belgii w sezonie 1953/1954. W latach 1960–1963 występował w trzecioligowym RES Jamboise, w którym zakończył karierę.
| Sezon   | Klub           | Kraj   | Rozgrywki          | Mecze | Gole |
| ------- | -------------- | ------ | ------------------ | ----- | ---- |
| 1946/47 | RRC Vottem     | Belgia | Promotion          | ?     | ?    |
| 1947/48 | RRC Vottem     | Belgia | Promotion          | ?     | ?    |
| 1948/49 | Standard Liège | Belgia | Division d'Honneur | 0     | 0    |
| 1949/50 | Standard Liège | Belgia | Division d'Honneur | 7     | 0    |
| 1950/51 | Standard Liège | Belgia | Division d'Honneur | 15    | 2    |
| 1951/52 | Standard Liège | Belgia | Division d'Honneur | 20    | 8    |
| 1952/53 | Standard Liège | Belgia | Division 1         | 24    | 6    |
| 1953/54 | Standard Liège | Belgia | Division 1         | 28    | 9    |
| 1954/55 | Standard Liège | Belgia | Division 1         | 29    | 15   |
| 1955/56 | Standard Liège | Belgia | Division 1         | 18    | 10   |
| 1956/57 | Standard Liège | Belgia | Division 1         | 11    | 1    |
| 1957/58 | Standard Liège | Belgia | Division 1         | 18    | 5    |
| 1958/59 | Standard Liège | Belgia | Division 1         | 17    | 7    |
| 1959/60 | Standard Liège | Belgia | Division 1         | 19    | 6    |
| 1960/61 | RES Jamboise   | Belgia | Division 3B        | ?     | ?    |
| 1961/62 | RES Jamboise   | Belgia | Division 3B        | ?     | ?    |
| 1962/63 | RES Jamboise   | Belgia | Division 3B        | ?     | ?    |

## Kariera reprezentacyjna
W reprezentacji Belgii Jadot zadebiutował 5 czerwca 1955 w przegranym 1:3 towarzyskim meczu z Czechosłowacją, rozegranym w Brukseli. Od 1955 do 1960 rozegrał w kadrze narodowej 5 meczów i strzelił 2 gole.